# نیو هلند کانستراکشن
نیو هلند کانستراکشن (انگلیسی: New Holland Construction) شرکت صنایع سنگین آمریکایی است، که در سال ۱۸۹۵ تأسیس شد‌.